# Большеалабухское сельское поселение
Большеалабухское сельское поселение — муниципальное образование в Грибановском районе Воронежской области.
Административный центр — село Большие Алабухи.

## Населённые пункты
В состав сельского поселения входит 3 населенных пункта:
- село Большие Алабухи,
- посёлок Верхний Затон,
- село Власовка.